# Sabulodes argyra
Sabulodes argyra là một loài bướm đêm trong họ Geometridae.